# دوري الدرجة الثالثة السعودي 2025–26
الدوري السعودي لكرة القدم الدرجة الثالثة لموسم 2025-26هي النسخة الخامسة من مسابقة أندية الدرجة الثالثة في كرة القدم في السعودية ، و تقام البطولة من دورين من 4 مجموعات بمشاركة 40 فريق ، ويشرف عليها الاتحاد السعودي لكرة القدم ومن خلالها يتأهل متصدر كل مجموعة للدوري السعودي لأندية الدرجة الثانية موسم 2026-27.

## الفرق
إجمالي عدد الفرق المتنافسة في الدوري هو 40 فريقًا، بما في ذلك 32 فريقًا من موسم 2024-25، و4 فرق هبطت من الدرجة الثانية، و4 فرق صاعدة من دوري الدرجة الرابعة.

### إلى دوري الدرجة الثالثة
الصاعدون من دوري الدرجة الرابعة
- نادي النجم الأزرق
- نادي القارة
- نادي العلمين
- نادي المصيف

هبوطا من دوري الدرجة الثانية
- نادي الأنصار
- نادي الحوراء
- نادي التقدم
- نادي القيصومة

### من دوري الدرجة الثالثة
الصاعدون إلى دوري الدرجة الثانية
- نادي القلعة
- نادي عفيف
- نادي جبة
- نادي النعيرية

هبوطا إلى دوري الدرجة الرابعة
- نادي الأمجاد
- نادي السلام
- نادي الهداية
- نادي الطرف

## الفرق حسب المناطق الإدارية السعودية
| ترتيب | المنطقة               | العدد | الفرق                                                                                      |
| ----- | --------------------- | ----- | ------------------------------------------------------------------------------------------ |
| 1     | المنطقة الشرقية       | 10    | الفضل، الهدى، النجم الازرق، العلمين، القارة، النهضة، النور، العمران، قرية العليا ،القيصومة |
| 2     | منطقة الرياض          | 9     | البطين، الدرع، الإعتماد، الفاو، المحمل، المزاحمية، السلمية، الشعيب وساجر                   |
| 3     | منطقة المدينة المنورة | 5     | الذهب، الغزوة، النخل ورضوى،الأنصار                                                         |
| 4     | منطقة القصيم          | 4     | الأسياح، الهلالية والقوارة، التقدم                                                         |
| 4     | منطقة تبوك            | 4     | الخالدي، الوطني وحقل، الحوراء                                                              |
| 6     | منطقة جازان           | 3     | التهامي، اليرموك وبيش                                                                      |
| 7     | منطقة عسير            | 2     | محايل، المصيف                                                                              |
| 8     | منطقة الباحة          | 1     | قلوة                                                                                       |
| 8     | منطقة مكة المكرمة     | 1     | منيف                                                                                       |
| 8     | منطقة نجران           | 1     | شرورة                                                                                      |